# 増田 (小惑星)
増田（ますだ、13654 Masuda）は小惑星帯の小惑星である。佐藤直人が1997年に秩父市で発見した。
宇宙航空研究開発機構 (JAXA) の種子島宇宙センターの衛星管制施設がある、種子島の中種子町増田に因んで命名された。